# 正岡タオル
正岡タオル株式会社（まさおかタオル）は、愛媛県今治市桜井に本社を置くタオルメーカー。

## 概要
1921年（大正10年）から続く老舗で、タオル産地として知られる今治市でも、もっとも古いタオルメーカーの一つである。
全国の一流ホテルに採用されているタオルを生産するほか、オリジナルタオルも多数手がけている。「すごいタオル」や「O・H・T」（俺が・惚れた・タオル）、「TRUE TOWEL」などのオリジナルブランドを立ち上げている。

## 事業所
- 本社 - 愛媛県今治市桜井4丁目6の10
- 東鳥生工場 - 愛媛県今治市東鳥生町5丁目40
- 長沢工場 - 愛媛県今治市長沢字土取甲24番地

## 沿革
- 1921年 - 正岡時一が創業。
- 1973年 - 会社設立。
- 2019年 - 自社ECサイトを開設[2]。
- 2023年 - 初の直営店を東京都の麻布台ヒルズ内にオープン[3]。